# Rudi Sturz
Rudolf „Rudi“ Sturz (* 18. November 1952 in Ansbach) ist ein ehemaliger deutscher Fußballspieler und derzeitiger -trainer.

## Laufbahn
Sturz absolvierte von 1971 bis 1974 insgesamt 86 Regionalligaspiele für den 1. FC Nürnberg, in denen er 15 Treffer erzielte. Von 1974 bis 1977 wurde er 103 mal in der 2. Bundesliga eingesetzt und schoss dabei 17 Tore. Insgesamt trug er 344 mal das Clubtrikot.
Der Ansbacher war ein Eigengewächs des 1. FC Nürnberg und wurde von Trainer Tschik Čajkovski in die erste Mannschaft geholt.
Bemerkenswert war die Saison 1973/74, in der er als Verteidiger 12 Saisontore erzielte.
Nach seiner Zeit beim Club spielte er unter anderem beim FC St. Pauli, beim TSV 1860 München und zusammen mit Wolfgang Frank und Ulrich Pechtold beim FSV Bad Windsheim.
Als Trainer arbeitete Sturz unter anderem beim TSV Vestenbergsgreuth (Februar bis Mai 1991), bei der DJK Ammerthal und von 2002 bis 2006 beim FC Kalchreuth, wo er als 51-Jähriger noch fast wöchentlich in der Kreisliga auflief. 2006 wechselte er zum TSV Cadolzburg, wo er 2007 in die Kreisliga Nürnberg aufstieg.
In der Saison 2007/08 trainiert er die Bezirksliga-Mannschaft des ESV Ansbach-Eyb. Dort löste er Bernd Müller als Cheftrainer ab.
Von 2009 bis 2012 trainierte er die erste Herrenmannschaft des 1.FV Uffenheim, mit der er im Jahr 2011 von der Kreisliga Frankenhöhe in die Bezirksliga Mittelfranken aufstieg.
Seit Juli 2012 ist er als Trainer der 1. Herrenmannschaft des TSV Schnelldorf in der Kreisliga Frankenhöhe tätig.